# دیوید سی. ویلسون (فیلم‌نامه‌نویس)
دیوید کمپبل ویلسون (به انگلیسی: David C. Wilson) یک فیلمنامه‌نویس آمریکایی که احتمالاً بیشتر برای نگارش فیلمنامه سلاح بی نقص (۱۹۹۱) و ابرنواختر (۲۰۰۰) شناخته شده‌است. او همچنین در فیلم تبلیغاتی اولیه به فیلمنامه ترمیناتور۴: رستگاری حضور داشته، اما نه برای قطعه نهایی فیلم.

## فیلمشناسی
- سلاح بی نقص (۱۹۹۱)
- ابرنواختر (۲۰۰۰)
- نجات ترمیناتور (۲۰۰۹) (بی‌اعتبار)
- مردی از یو.ان.سی.ال. ای (۲۰۱۵) (داستان مشترک)